# Izzue
Izzue是香港的一個时尚品牌，隸屬於I.T。它在香港、中国大陆、泰国、马来西亚、澳門、中華民國、沙特阿拉伯和德国等地設有店鋪。該品牌成立於1999年。
Izzue在2003年展示自身產品時在其產品上印上了與纳粹德国有關的內容，例如纳粹标志卍、横幅和宣传，从而卷入了争议。當時的市场经理Deborah Cheng為此道歉，并发表声明表示设计师没有意识到使用纳粹标志会冒犯他人。

## 外部鏈接
- Company Website （页面存档备份，存于）
- Anti Defamation League: ADL Outraged by Hong Kong Fashion Company's Use of Nazi Symbols （页面存档备份，存于）